# UWC del Atlántico
El Colegio del Mundo Unido del Atlántico o UWC del Atlántico (del inglés: United World College of the Atlantic) es un colegio privado internacional miembro del movimiento UWC ubicado en Llantwit Major, en el Valle de Glamorgan, Gales, Reino Unido. Fundado en 1962, fue el primero de los Colegios del Mundo Unido y, siguiendo el Programa del Diploma del Bachillerato Internacional, también una de las primeras instituciones del mundo en adoptar un programa de estudios internacional.

## Descripción
El colegio es conocido por su educación progresista, liberal y vanguardista; su visión global y enfoque en la sostenibilidad local y global. Hay aproximadamente 350 alumnos de más de 90 países que estudian en él, la gran mayoría tras haber sido seleccionados por comités nacionales que ayudan a financiar su educación. Aproximadamente el 60% de los estudiantes reciben algún tipo de ayuda económica. Además del programa de estudios del Bachillerato Internacional, el colegio establece la participación estudiantil en servicio comunitario como una de sus bases.

## Historia
En 1962, UWCAC fue fundado por el educador alemán Kurt Hahn quien, previamente, había fundado ya la escuela Gordonstoun en Escocia, y Schule Schloss Salem en Alemania. Hahn fundó estas dos instituciones como respuesta práctica a la búsqueda de soluciones nuevas y pacíficas en el mundo de la posguerra plagado de divisiones políticas, raciales y económicas.

## Alumnos destacables
- David Christian (1947–), historiador
- Henry Bromell (1947–2013), novelista, guionista y director estadounidense
- Sir Howard Newby (1947–), Rector de la Universidad de Liverpool, anterior rector de la UWE, anterior rector de la Universidad de Southampton[13]
- Malcolm Dixelius (1948–), periodista sueco, cineasta de documentales y experto en Rusia
- Pentti Kouri (1949–2009), economista y capitalista de riesgo finlandés
- Marjan Šetinc (1949–), político y diplomático esloveno
- David Ceperley (1949–), físico teórico
- Ghaleb Cachalia (1950–), político sudafricano
- Wang Guangya (1950–), diplomático chino
- Jorma Ollila (1950–), ejecutivo finlandés, anterior director general de Nokia Corporation, actual director no-ejecutivo de Royal Dutch Shell y de Nokia.
- Seppo Honkapohja (1951–), miembro de la Junta Directiva del Banco de Finlandia, anterior catedrático de macroeconomía en la Universidad de Cambridge.
- Chris Morgan (1952–2008), periodista galés
- Carole Corbeil (1952–2000), escritora canadiense
- Mónica Mayer (1954–), artista mexicana
- Edoardo Agnelli (1954–2000), heredero de Fiat
- Kari Blackburn (1954–2007), reportera de la BBC
- Aernout van Lynden (1954–), periodista corresponsal de guerra en Oriente Medio
- Tarek Ben Halim (1955–2009), banquero inversor y fundador de Alfanar, la primera organización de filantropía de riesgo en la región árabe.
- Hakeem Bello-Osagie (1955–), director general del United Bank para África
- Spyros Niarchos (1955–), heredero naviero griego
- David Voas (1955–), catedrático de estudios demográficos
- Fernando Alonso Fernández (1956–), director jefe de la Test Flight Division en Airbus (A380 primer miembro de la escuadrilla de vuelo)[21]
- Charles Kuta (1956–), ingeniero informático estadounidense y cofundador de Silicon Graphics
- Priscilla Rattazzi-Whittle (1956–), autor y presidente de la fundación estadounidense del Colegio Atlántico
- Jonathan Michie (1957–), director del departamento para la Formación Permanente y presidente del Kellogg College, Universidad de Oxford y fundador del trust de los Defensores de la Manchester United [22]
- Tim Owen (barrister) (1958- ), abogado defensor
- Antonio Mayer (1958-2019), empresario y filántropo mexicano
- Olivia Bloomfield, Baronesa Bloomfield de Hinton Waldrish (1960–), par vitalicia británica y miembro de la Cámara de los Lores
- Jamal Mahjoub (1960–), escritor
- Nick Brown (1962–), académico
- David Cunliffe (1963–), político y anterior presidente neozelandés
- Ari Lahti (1963–), empresario finlandés
- Didier Stainier (1963–), genetista de desarrollo belga/estadounidense
- Julie Payette (1963–), astronauta canadiense y Gobernador General de Canadá (septiembre de 2017–enero de 2021)
- J. Nozipo Maraire (1964–), doctor, empresario y escritor de Zimbabue
- Helen Pankhurst (1964–), activista, escritor y bloguero
- Ulrich Meyer-Bothling (196x–), cirujano oftalmólogo
- Janet Robertson (1965–), político de la Islas Malvinas
- Alexandra Bech Gjørv (1965–), abogada y empresaria noruega
- Alison Donnell (1966–), académico británico
- Johannes Brandrup (1967–), actor alemán
- Guillermo Alejandro de los Países Bajos (1967–), rey de los Países Bajos
- Eluned Morgan (1967–), político
- Luke Harding (1968–), periodista político en The Guardian
- Caetano Reis e Sousa (nacido 1968), FRS FMedSci
- Michiel van Hulten (1969–), anterior político holandés
- Saba Douglas-Hamilton (1970–), conservacionista y presentador de TV
- Julian Wagstaff (1970–), compositor escocés
- Jakob von Weizsäcker (1970–), político alemán y jefe economista del Ministerio Alemán de Finanzas
- Elsie Effah Kaufmann, académica e ingeniera biomédica de Ghana
- Caroline Webb (1971–), autor, economista y entrenador ejecutivo británico
- Louise Leakey (1972–), paleontóloga
- Wangechi Mutu (1972–), artista y escultor
- Horatio Clare (1973–), autor
- Andreas Loewe (1973–), historiador, académico y decano anglicano de Melbourne
- Erik Varden (1974–), escritor católico noruego
- Ashraf Johaardien (1974–), escritor de teatro, columnista, intérprete y gestor de artes culturales
- Jørgen Carling (1974–), investigador noruego, especialista en migraciones internacionales
- Kara Miller (1974–), escritor, presentador y director
- Julien Magnat (197x–), guionista y director de cine y TV
- Maciej Golubiewski (1976–), científico político y diplomático polaco
- Jukka-Pekka Onnela (1976–), científico finlandés
- Sally El Hosaini (1976–), cineasta y escritor
- Hilde Hagerup (1976 –), escritor noruego
- Jack Fairweather (writer) (1978–), escritor británico
- Qais Al Khonji (1978–), empresario de Omán
- Marina Pantoja Conde (1878-), diseñadora y empresaria de la firma La Condesa de España
- Devika Bhagat (1979–), guionista de la India
- Princesa Raiyah bint Hussein (1986–), hija del rey Hussein y de la reina Noor de Jordania
- Mark Oliver Kilenyi (1994-), actor de voz y publicista húngaro
- Isabel de Brabante (2001-), princesa heredera al trono de Bélgica
- Leonor de Borbón (2005-), princesa heredera al trono de España
- Alexia de Orange-Nassau (2005-), princesa de los Países Bajos
- Sofía de Borbón (2007-), infanta de España